# Hàm số sơ cấp
Trong toán học, một hàm số sơ cấp là một hàm của một biến số và là tổ hợp của một số hữu hạn các phép toán số học (+ – × ÷), hàm mũ, logarit, hằng số và các nghiệm của phương trình đại số (tổng quát cho căn bậc n).
Các hàm số sơ cấp (của x) bao gồm:
- Lũy thừa của {\displaystyle x{\text{: }}x,\ x^{2},\ x^{3},}....
- Căn của {\displaystyle x{\text{: }}{\sqrt {x}},\ {\sqrt[{3}]{x}},}....
- Hàm mũ: {\displaystyle e^{x}}
- Logarit: {\displaystyle \log x}
- Hàm lượng giác: {\displaystyle \sin x,\ \cos x,}....
- Hàm lượng giác ngược: {\displaystyle \arcsin x,\ \arccos x,}....
- Hàm Hyperbolic: {\displaystyle \sinh x,\ \cosh x,}....
- Tất cả các hàm số được tạo thành bằng cách thay x (trong một hàm số sơ cấp) bởi bất kỳ một hàm số sơ cấp nào khác.
- Tất cả các hàm số được tạo thành bằng cách cộng, trừ, nhân hay chia các hàm số sơ cấp trước đó[1]

Từ định nghĩa trên ta có thể thấy rằng tập hợp các hàm sơ cấp là đóng đối với các phép toán số học và phép hợp hàm. Nó cũng đóng đối với phép đạo hàm nhưng không đóng đối với phép tính giới hạn và chuỗi (tổng vô hạn).
Nên nhớ rằng, tập các hàm số sơ cấp không đóng đối với phép tính nguyên hàm, như đã được chứng mình bởi định lý Liouville, có thể tìm đọc các bài viết về các nguyên hàm không cơ bản để hiểu rõ hơn.
Một vài hàm số sơ cấp, như căn thức, logarit hay lượng giác ngược không xác định trên toàn bộ mặt phẳng phức và có thể có nhiều giá trị khác nhau.
Các hàm số sơ cấp lần đầu được Joseph Liouville trong một chuỗi các bài viết từ năm 1833 đến năm 1841. Một nghiên cứu đại số về các hàm sơ cấp cũng đã được Joseph Fels Ritt khởi xướng những năm 1930.

## Một vài ví dụ
Các ví dụ của hàm số sơ cấp bao gồm:
- Phép cộng, ví dụ: (x+1)
- Phép nhân, ví dụ: (2x)
- Hàm đa thức
- {\displaystyle {\dfrac {e^{\tan x}}{1+x^{2}}}\sin \left({\sqrt {1+(\ln x)^{2}}}\right)}
- {\displaystyle -i\ln(x+i{\sqrt {1-x^{2}}})}

Hàm số cuối cùng tương đương với {\displaystyle \arccos x}, một hàm lượng giác ngược, trên toàn mặt phẳng phức. Do đó, nó là một hàm sơ cấp.

### Các hàm số không sơ cấp
Một ví dụ của hàm số không sơ cấp là hàm sai số
- {\displaystyle \mathrm {erf} (x)={\frac {2}{\sqrt {\pi }}}\int _{0}^{x}e^{-t^{2}}\,dt,}

Điều này có thể không được nhìn thấy ngay lập tức, nhưng có thể được chứng minh sử dụng Thuật toán Risch.
- Có thể xem thêm các ví dụ khác tại Hàm số Liouville và Nguyên hàm không cơ bản.